# Marcel Mauron
Marcel Mauron (Ginevra, 5 marzo 1929 – 27 gennaio 2022) è stato un calciatore svizzero, di ruolo attaccante.

## Carriera
Fu capocannoniere del campionato svizzero nel 1955.

## Palmarès

### Club

#### Competizioni nazionali
- Campionato svizzero: 2

La Chaux-de-Fonds: 1953-1954, 1954-1955
- Coppa Svizzera: 3

La Chaux-de-Fonds: 1953-1954, 1954-1955, 1956-1957

### Individuale
- Capocannoniere della Lega Nazionale A: 1

1954-1955 (30 gol)